# حركة تحرير المرأة في آسيا
كانت حركة تحرير المرأة في آسيا حركة نسوية بدأت في أواخر الستينيات وحتى السبعينيات. سعت حركات تحرير المرأة في آسيا إلى إعادة تعريف علاقات النساء بالأسرة والطريقة التي تعبر بها النساء عن حياتهن الجنسية. كما تعاملت حركة تحرير المرأة في آسيا مع تحديات خاصة جعلتها حركة فريدة من نوعها في مختلف البلدان.
تأثرت العديد من البلدان بحركات تحرير المرأة الغربية، وفي حالة الصين، ساعدت أفكار الثورة الثقافية في تحرير المرأة في الغرب. كان على العديد من النسويات الآسيويات أن يقطعن الخط الفاصل بين كونهن نسويات أو كونهن (آسيويات). في الهند، أثّر النظام الطبقي على الطريقة التي تم بها التعامل مع تحرير المرأة، ونادرًا ما أمكن الفصل بين الطبقات، وبالمثل في إسرائيل، أصبحت محنة المرأة الفلسطينية مهمة في تشكيل وجهات نظر ضد الاضطهاد. في اليابان، ركزت الحركة على الجنسانية بدلاً من المساواة، في محاولة للحصول على الاعتراف باستقلالية المرأة وحرية اختيار أدوارها الاجتماعية. في سنغافورة وكوريا الجنوبية وتايوان، استلهمت الحركة التحررية الحركة العالمية من أجل تحرير المرأة وجمعت ما بين مكافحة التمييز على أساس الجنس والنضال ضد الاستعمار والاستغلال الاقتصادي. انضمت تركيا إلى حركة تحرير المرأة في وقت متأخر عن الدول الأخرى وتأثرت بالنسويّات من البلدان الأخرى وكذلك النساء المسلمات. تمحور كفاح تركيا من أجل تحرير المرأة حول قضية العنف المنزلي.

## الصين
ارتبط وضع المرأة في الصين خلال القرن العشرين ارتباطًا وثيقًا بالثورة الشيوعية هناك وارتفع الوضع الاجتماعي للمرأة بسرعة. في البداية، اعتقد الصينيون أن الثورة الشيوعية ستنهي النظام الأبوي. خلال الثورة الثقافية، احتُفل بوجود النساء من خلال شعارات مثل: النساء يحملن نصف السماء، بينما أُبعدوا في الوقت نفسه عن مناقشة قضايا النوع الاجتماعي، والتي كانت تعتبر تصرفات رجعية. في السبعينيات من القرن الماضي، أُنشئت مؤسسات جديدة للعمل استفادت منها النساء، بما في ذلك المقاهي ورياض الأطفال ودور الحضانة. كانت حقوق المرأة تدار من قبل الدولة نفسها ولم تكن هناك حركة نسوية مستقلة خلال هذه الفترة. ومع ذلك، فإن العديد من الأفكار التي ظهرت أثناء الثورة استمرت في التأثير على الحركات النسائية في الغرب، حيث غالبًا ما كانت النسويات الراديكاليات منحازات سياسيًا إلى اليسار.

## الهند
أصبحت السياسة في الهند متطرفة في أواخر الستينيات مع تشكل العديد من مجموعات المصالح الخاصة لمعالجة الفساد والأزمة الاقتصادية الناجمة عن التنمية المدمرة. بحلول السبعينيات، أدى الجفاف في ولاية ماهاراشترا إلى تفاقم المشاكل بالنسبة للكثيرين، التي بلغت ذروتها في عام 1974 بتشجيع من حركة نافرمان، وبدأت النساء في مختلف الطبقات في الانخراط في إجراءات مباشرة لتحدي القيادة. أصبحت فكرة تحرير المرأة موضوعًا محترمًا في الهند ابتداءً من السبعينيات. بدأت النساء تدرك أن الحماية القانونية لم تقدم سوى القليل لتغيير واقع حياتهن. بدأت النساء الريفيات اللواتي يعشن في فقر يرون أنفسهن محرومات بشكل مضاعف: اقتصاديًا واجتماعيًا بسبب وضعهنّ المتدني. أدركت النساء من الطبقات الدنيا، أنه يتعين عليهن خوض معركة طبقية، بالإضافة إلى معركة أخرى ضد التمييز على أساس الجنس. ومع ذلك، كانت معظم النساء المشاركات في حركة تحرير المرأة في السبعينيات من الطبقة الوسطى أو من الطبقة العليا، وكنّ حضاريات ومتعلمات.